# Air Liquide Austria
Die Air Liquide Austria GmbH (weil französisch, gesprochen: eer likid) ist Teil des Air-Liquide-Konzerns. Nach der Übernahme von Air Gas im Jahr 2015 war Air Liquide der weltweit umsatzstärkste Konzern bei Gasen, verwandten Technologien und Serviceleistungen für Industrie und Gesundheit. Der Firmensitz der Air Liquide Austria ist Schwechat südöstlich von Wien.
Die Air Liquide Austria unterhält zwei Luftzerleger in Schwechat und Donawitz, mehrere Abfüllwerke sowie eine CO2-Rückgewinnungsanlage. Mit ihren ca. 250 Mitarbeitern (Stand 2016) versorgt die Air Liquide Austria etwa 40.000 Industriekunden sowie 10.000 Patienten mit technischen oder medizinischen Gasen. Weiter verfügt das Unternehmen über österreichweite Vertriebsniederlassungen, Vertriebspartner für Industriegase sowie über 90 medizinische Notversorger im Bundesgebiet.

## Geschäftsbereiche
Die Air Liquide Austria versorgt ihre Kunden mit Gasen über Pipelines, On-Site-Anlagen, per Tankwagen oder in Form von Gasflaschen. Außerdem beliefert sie sowohl Industriekunden als auch medizinische Kunden im Spital oder in der Pflege. Das Unternehmen vertreibt Produkte für die Branchen Lebensmittel & Getränke, Chemie, Elektronik, Umwelt, Metallbe- und -verarbeitung, Labor & Analytik, Papier, Glas, Bauwirtschaft, Schweißen & Schneiden, Hospitals, Heimpflege.

## Geschichte
Die Air Liquide Austria GmbH wurde 1916 vom schwedischen AGA-Konzern aus der Vereinigung der Firmen „Österreichische Dissousgas- und Autogenwerke Franz Krückl & Co“ (gegründet 1898) und „Sauerstoff- und Stickstoffindustrie Hansmann & Co“ (gegründet 1905) als „Autogen-Gasaccumulator Krückl & Hansmann GmbH“ gegründet. Im Jahr 1916/17 entstand der Standort Schwechat mit einem Sauerstoffwerk, einem Dissousgaswerk für Azetylen und einer „Maschinen- und Schweißapparate-Bauanstalt“. Dieser Standort verfügte über einen Eisenbahnanschluss und ein zentrales Heizhaus. 
1961 erfolgte der Umbau zweier Luftzerlegungsanlagen in Schwechat auf Reinstickstoff, die Investition in Stickstoffverdichter sowie die Aufnahme der Stickstoff-Lieferungen über Pipeline an angrenzende Industriebassins. 
Im Jahre 1971 wurde die alte Luftzerlegungsanlage in Schwechat stillgelegt und eine neue in Betrieb genommen. 1972 erfolgte die Inbetriebnahme der damals neuen Luftgaseabfüllung (O2, N2, Ar/Mix, Pressluft), eine der ersten „voll palettisierten“ Abfüllanlagen im damaligen AGA-Konzern sowie der Umbau des Azetylenwerkes (Schwechat).
In Graz wurde die Vorgängerfirma Alpenländische Sauerstoffwerke (ASW) übernommen und bis etwa 2010 das Firmenareal in der Ulrich-Lichtenstein-Gasse betrieben, danach in den Südosten von Graz nach Messendorf übersiedelt. Bis heute gibt es in Peggau ein Auslieferungslager nächst der Bahn.
Die Firma firmiert in den 1990er- und 2000er-Jahren mit den rot/weißen Schriftzug AGA.
1994 wurde der neu gestaltete Standort in Anif eröffnet und in Schwechat die Spezialgaseabfüllung in Betrieb genommen. Weitere zwei Jahre später wurde unter der AGA das erste barcodegestützte Flascheninformationssystem SERVITRAX bei einer Gasefirma in Österreich eingeführt. 1996/1997 erfolgte die Eröffnung des neuen Flaschenlogistikzentrums, die Inbetriebnahme der Spezialgaseabfüllung und die Übersiedlung der Zentrale von Wien nach Schwechat. Bis heute ist die Zentrale der Air Liquide in Schwechat ansässig. 1997 folgte die Eröffnung der Luftzerlegungsanlage in Donawitz und 1999 die Übernahme der Gaseaktivitäten von Air Products in Österreich. 2001 erfolgte die Übernahme der Aktivitäten der AGA Österreich durch die Air Liquide Gruppe. 2006 wurden die neuen Luftzerlegungsanlagen in Schwechat und in Donawitz in Betrieb genommen, ein Jahr später folgte die Zusammenlegung der Werke Hard und Lustenau.

## Management
- Christian Tomsen (CEO)